# 马身猪
马身猪，中国山西猪地方品种。
马身猪中心产区位于山西省北部的大同、忻州地区。马身猪原属华北型，1984年归为黄淮海黑猪品种。
马身猪可以按体型分为大马身猪、二马身猪和钵盂猪。大马身猪原产于山西省神池、武寨、灵丘一带，主要分布在太原以北的边远山区。二马身猪和钵盂猪主要位于山西南部山区，均已经灭绝。
马身猪体型较大，属脂肪型。被毛为黑色，耳大下垂。乳头7~9对。马身猪耐粗饲，适应性强，抗寒性能突出。生长速度慢、瘦肉率低和脂肪含量高。马身猪性成熟早。母猪在4月龄左右、体重 25～35kg就会出现发情。
马身猪1986 年收录于《中国猪品种志》。2000年列入《国家畜禽品种保护名录》。2006 年列入《国家级畜禽遗传资源保护名录》。山西农业大学等单位以马身猪、二花脸、长白猪和大白猪为亲本，培育成晋汾白猪新品种。